# クーゲルムーゲル

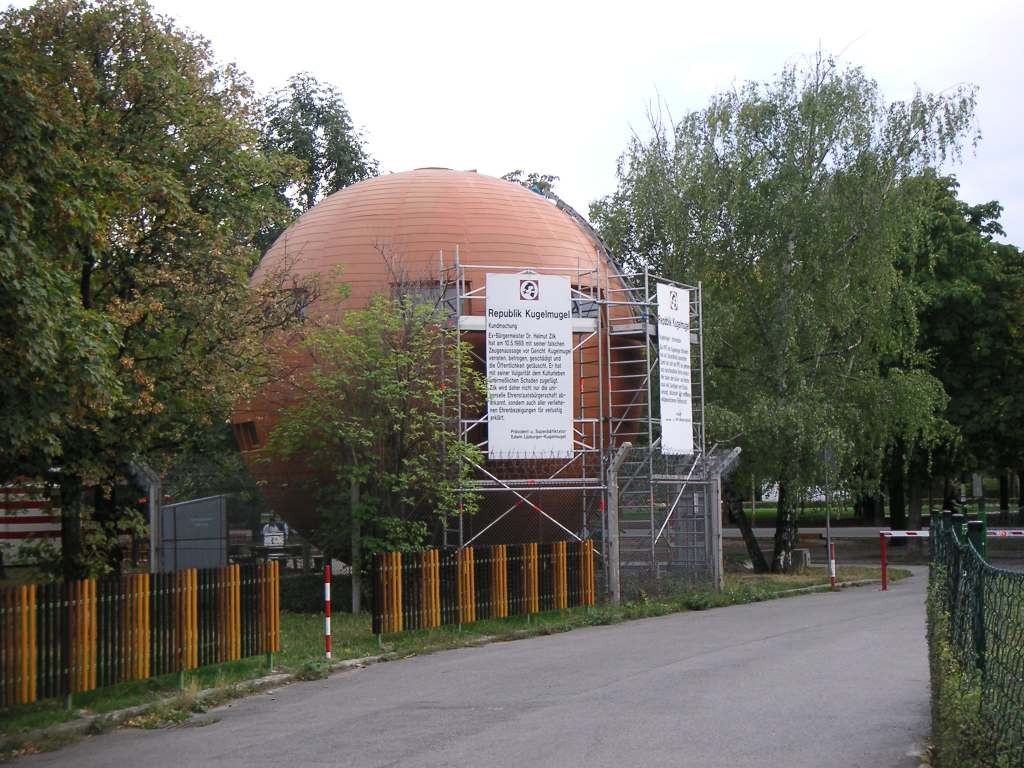
クーゲルムーゲル

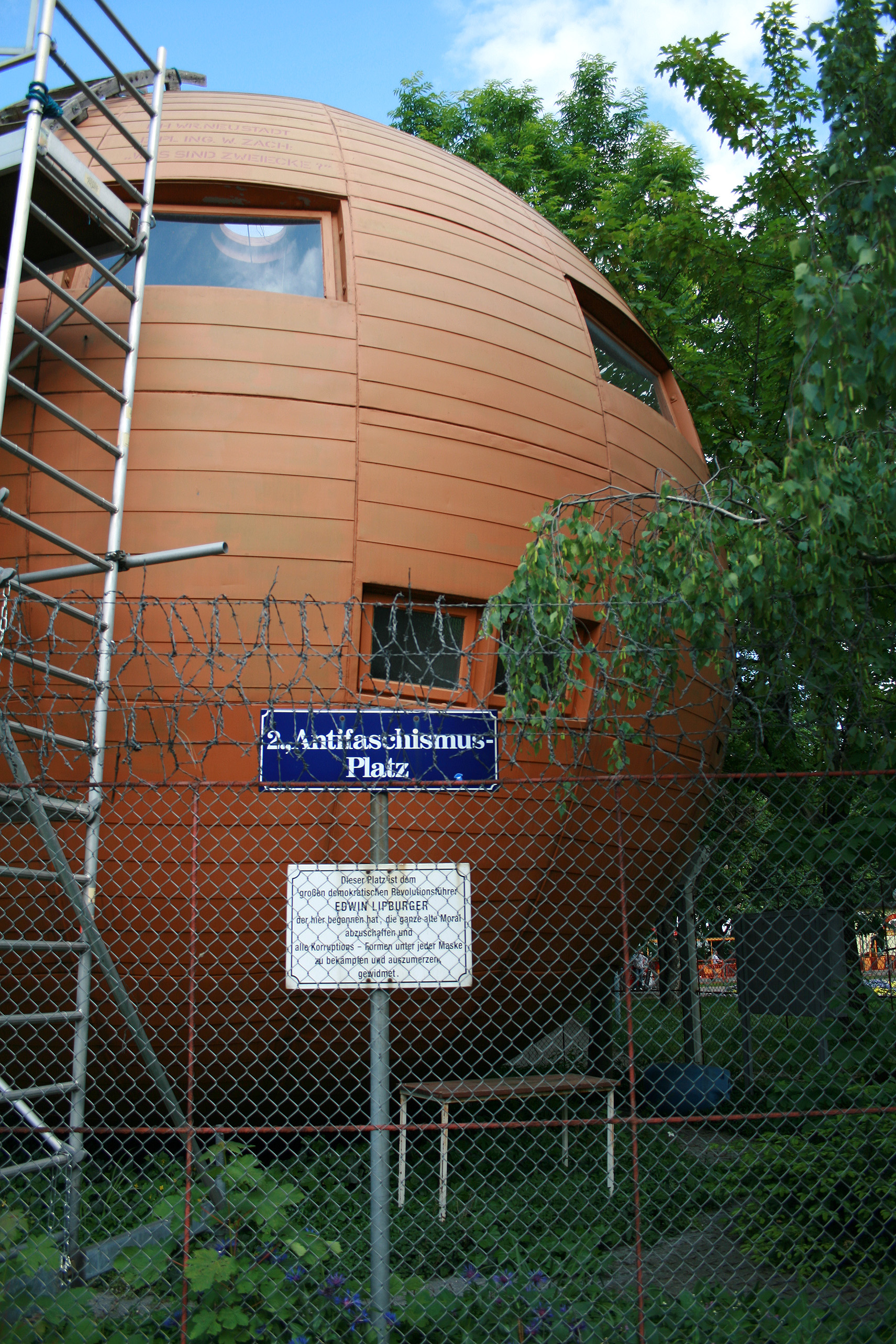
クーゲルムーゲル (2008)

クーゲルムーゲル（Kugelmugel）は、オーストリアのウィーンにあるミクロネーション。クーゲルムーゲルはドイツ語で「球体の丘」を意味する。
ウィーンのプラーター公園に位置し、芸術家のエドヴィン・リップブルガー（1928年 - 2015年）が建設した球体の家の建築許可についてオーストリア当局間の論争後に、クーゲルムーゲル共和国として1970年代に独立を宣言した。家は有刺鉄線のフェンスに囲まれており、共和国で唯一の住所である。その住所は、「2, Antifaschismusplatz（反ファシズム広場2）」（2はウィーン第2地区Leopoldstadtを指す）である。リップブルガーはオーストリア政府に納税することを拒否して、独自の切手を印刷し始めた。そのため、彼は実刑判決を受けた。しかし、オーストリア大統領による恩赦によって、刑務所に入ることを免れた。
クーゲルムーゲルはその後、独自の歴史と建築が評価され、ウィーンの観光名所になった。